# Сио, Джованни
Джова́нни-Ги Янн Си́о (фр. Giovanni-Guy Yann Sio; 31 марта 1989, Сен-Себастьян-сюр-Луар, Франция) — ивуарийский и французский футболист, нападающий швейцарского клуба «Сьон» и сборной Кот-д’Ивуара. Участник чемпионата мира 2014 года.

## Клубная карьера

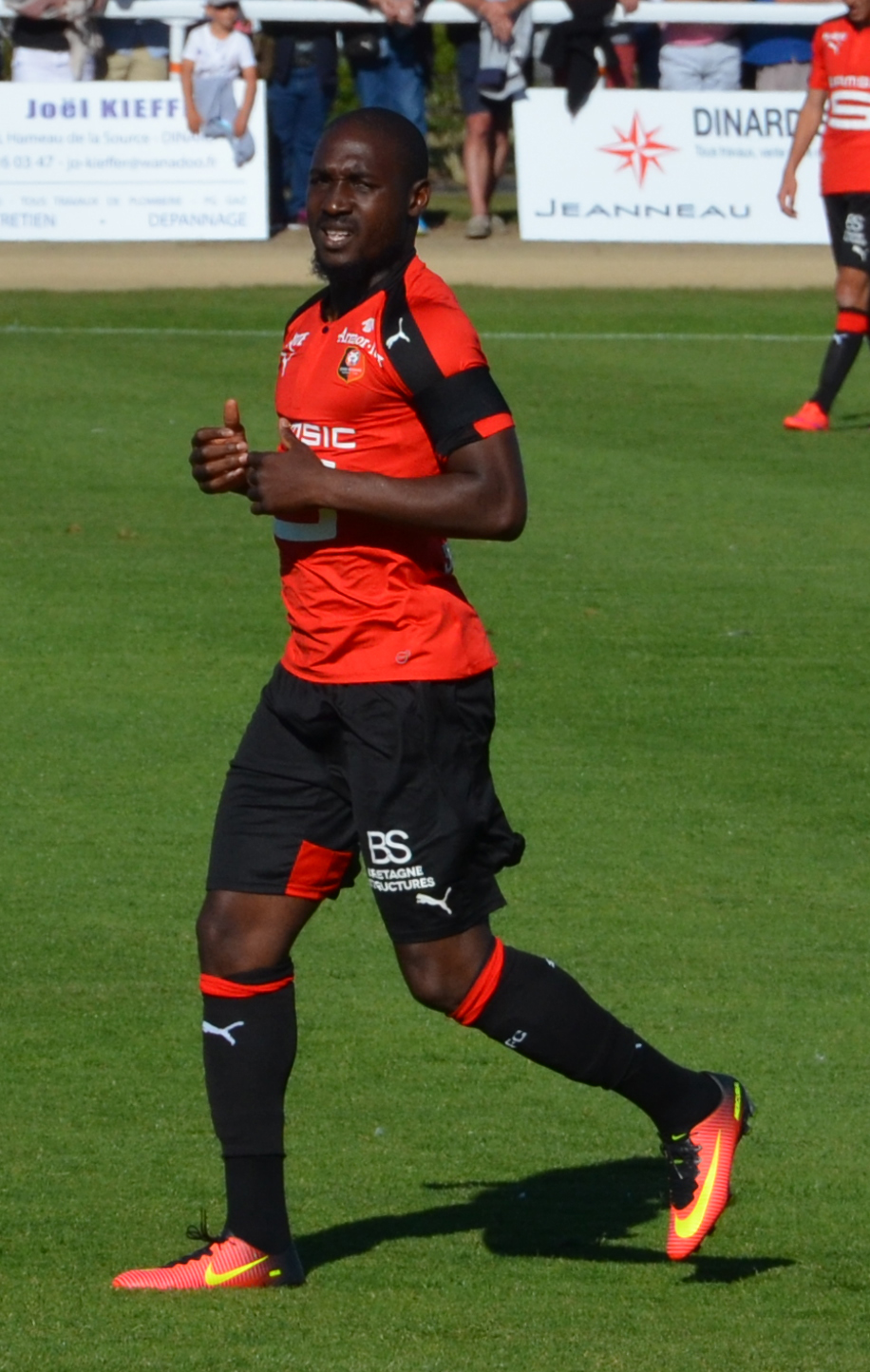
Сио в составе «Ренна»

Сио — воспитанник французского «Нанта». В 2007 году он попал в молодёжную команду испанского «Реал Сосьедад». 6 сентября 2008 года в матче против «Сарагосы» он дебютировал в Ла Лиге. Из-за высокой конкуренции в 2009 году Джованни перешёл в швейцарский «Сьон». Первый сезон он отыграл за команду резервистов. 18 июля 2010 года в матче против «Беллинцона» он дебютировал в швейцарской Суперлиге. 8 августа в поединке против «Люцерна» Сио забил свой первый гол за клуб. В составе «Сьона» Джованни стал обладателем Кубка Швейцарии.
Зимой 2012 года Сио перешёл в немецкий «Вольфсбург». Сумма трансфера составила 5 млн евро. Контракт был заключён на четыре года. 21 января в поединке против «Кёльна» он дебютировал в Бундеслиге. Летом того же года Джованни был отдан в аренду в клуб «Аугсбург». 25 августа в матче против «Фортуны» он дебютировал за команду. В начале 2013 года Сио выступал на правах аренды в Лиге 1 за французский «Сошо».
В августе Джованни вернулся в Швейцарию, где подписал контракт на четыре года с клубом «Базель». 24 августа в матче против своей бывшей команды «Люцерна» он дебютировал за новый клуб. В этом же поединке он забил свой первый гол за новую команду. В начале 2015 года Сио на правах аренды перешёл в «Бастию». 7 февраля в матче против «Меца» он дебютировал за новый клуб. 14 февраля в поединке против «Нанта» Джованни забил свой первый гол за «Бастию». Летом Сио на правах аренды стал футболистом «Ренна». 8 августа в матче против своего предыдущей команды «Бастии» он дебютировал за новый клуб. В этом же поединке Джованни забил свой первый гол за «Ренн».
Летом 2017 года Сио присоединился к «Монпелье». 12 августа в матче против «Тулузы» он дебютировал за новую команду. 26 августа в поединке против «Дижона» Джованни забил свой первый гол за «Монпелье». В 2018 году Сио был арендован эмиратским клубом «Аль-Иттихад». 4 октября в матче против «Шабаб Аль-Ахли» он дебютировал в чемпионате ОАЭ. В этом же поединке Джованни забил свой первый гол за «Аль-Иттихад».

## Международная карьера
15 августа 2013 года в матче товарищеском матче против сборной Мексики Сио дебютировал за сборную Кот-д’Ивуара.
В 2014 году Джованни попал в заявку национальной команды на поездку на чемпионат мира в Бразилию. На турнире он сыграл в матчах против сборной Греции.
17 ноября 2015 года в отборочном матче чемпионата мира 2018 против сборной Либерии Джованни сделал «дубль», забив свои первые голы за национальную команду.
В 2017 году Сио принял участие в Кубке Африки в Габоне. На турнире он был запасным и на поле не вышел.

### Голы за сборную Кот-д’Ивуара
| #   | Дата           | Место                                    | Противник | Счёт | Результат | Соревнование                     |
| --- | -------------- | ---------------------------------------- | --------- | ---- | --------- | -------------------------------- |
| 01. | 17 ноября 2015 | Феликс Опьё-Боигни, Абиджан, Кот-д’Ивуар | Либерия   | 1:0  | 3:0       | Чемпионат мира 2018 квалификация |
| 02. | 17 ноября 2015 | Феликс Опьё-Боигни, Абиджан, Кот-д’Ивуар | Либерия   | 2:0  | 3:0       | Чемпионат мира 2018 квалификация |
| 03. | 8 января 2017  | Шейх Зайед, Абу-Даби, ОАЭ                | Швеция    | 2:1  | 2:1       | Товарищеский матч                |

## Достижения
Командные
 «Сьон»
- Обладатель Кубка Швейцарии — 2010/11

 «Базель»
- Чемпионат Швейцарии по футболу — 2013/14